# Euxoa polytela
Euxoa polytela är en fjärilsart som beskrevs av Charles Boursin 1940. Euxoa polytela ingår i släktet Euxoa och familjen nattflyn. Inga underarter finns listade i Catalogue of Life.